# Typhlops koshunensis
Typhlops koshunensis este o specie de șerpi din genul Typhlops, familia Typhlopidae, descrisă de Oshima 1916. Conform Catalogue of Life specia Typhlops koshunensis nu are subspecii cunoscute.